# Rualena pasquinii
Rualena pasquinii là một loài nhện trong họ Agelenidae.
Loài này thuộc chi Rualena. Rualena pasquinii được Paolo Marcello Brignoli miêu tả năm 1974.